# Friedrich Wilhelm von Brünneck
Friedrich Wilhelm von Brünneck (* 12. Februar 1785 in Potsdam; † 6. März 1859 in Berlin) war ein preußischer General der Infanterie.

## Leben

### Herkunft
Seine Eltern waren der preußische Generalfeldmarschall Wilhelm Magnus von Brünneck (1727–1817) und dessen erste Ehefrau Charlotte Sophie Wilhelmine, geborene von Pannewitz (1756–1796).

### Werdegang
Brünneck kam am 1. Januar 1800 als Gefreitenkorporal zur 1. Ostpreußischen Füsilierbrigade der Preußischen Armee und wurde am 1. April 1801 in das Regiment der Garde versetzt. Dort stieg er bis Anfang März 1805 zum Sekondeleutnant auf. Im Jahr 1806 wurde er Regimentsadjutant und nahm während des Vierten Koalitionskriegs an den Kämpfen bei Auerstedt und Nordhausen teil, bevor Brünneck bei Prenzlau in Gefangenschaft geriet. Er wurde aber ausgetauscht und kam am 26. April 1807 zur Brigade von Zieten. Er nahm dann an den Gefechten bei Heilsberg und Königsberg teil. Am 10. August 1807 wurde er dem Dragoner-Regiment „Zieten“ aggregiert.
Nach dem Frieden von Tilsit wurde Brünneck am 11. Februar 1808 dem Regiment Garde zu Fuß aggregiert und am 15. Februar 1808 einrangiert. Am 24. Dezember 1810 folgte seine Beförderung zum Premierleutnant. Als Stabskapitän wurde Brünneck am 22. August 1811 Adjutant des Generals von Blücher. Nach dessen Abschied kam er am 3. Oktober 1811 als Adjutant zum Generalfeldmarschall Kalckreuth und am 5. März 1813 kehrte Brünneck als Adjutant zu General Blücher zurück, der jetzt auch wieder bei der Armee war. Dort wurde er am 13. Juni 1813 zum Kapitän befördert. Während der Befreiungskriege kämpfte Brünneck bei Großgörschen, an der Katzbach, Leipzig, Bautzen, La Rothière, Laon, Arcis-sur-Aube, Paris, Ligny, Belle Alliance. Ferner nahm er am Übergang bei Wartenburg sowie den Gefechten bei Haynau, Löwenberg, Champaubert, Brienne und La Fere-Champenoise teil. Für Haynau erhielt Brünneck am 27. Juni 1813 das Eiserne Kreuz II. Klasse und am 13. April 1814 für Paris das Kreuz I. Klasse. Zudem wurde er am 1. Mai 1814 zum Major sowie am 2. November 1815 zum Oberstleutnant befördert.
Nach dem Krieg wurde Brünneck am 28. Januar 1816 dem 13. Infanterie-Regiment aggregiert. Am 30. März 1817 kam er als Bataillonskommandeur in das 4. Infanterie-Regiment. Vor dort wurde er am 21. Juli 1822 als Kommandeur in das 32. Infanterie-Regiment versetzt. Am 30. März 1823 wurde er dort Oberst, erhielt im Jahr 1825 das Dienstkreuz und am 18. Januar 1827 den Roten Adlerorden III. Klasse. Am 30. März 1832 wurde er zum Kommandeur der 13. Landwehr-Brigade ernannt und in gleicher Funktion zwei Jahre später zur 1. Infanterie-Brigade versetzt. Am 30. März 1834 wurde er zum Generalmajor befördert und in dieser Eigenschaft am 30. März 1839 zum 1. Kommandanten von Köln ernannt. Am 30. März 1840 beauftragte man ihn mit der Führung der 3. Division in Stettin und am 10. September 1840 erfolgte seine Ernennung zum Kommandeur dieses Großverbandes. Am 7. April 1842 wurde er zum Generalleutnant befördert und am 16. September 1845 mit dem Roten Adlerorden I. Klasse mit Eichenlaub ausgezeichnet. Am 13. Mai 1848 wurde Brünneck mit der Führung des V. Armee-Korps in Posen beauftragt. Aufgrund seines angegriffenen Gesundheitszustandes bat Brünneck um seinen Abschied, der ihm am 12. Juni 1851 unter Verleihung des Charakters als General der Infanterie mit der gesetzlichen Pension gewährt wurde. Er starb am 6. März 1859 in Berlin und wurde am 7. März 1859 in Trebnitz in der Familiengruft beigesetzt.
In seiner Beurteilung aus dem Jahr 1819 schrieb der General von Funck: „Ist militärisch, wissenschaftlich gebildet, besitzt genaue Kenntnis des Details wie des höheren Dienstes, widmet sich mit unermüdlicher Tätigkeit seinem Beruf, führt das ihm untergebene Bataillon mit Umsicht und großer Sicherheit, wirkt auf eine recht zweckmäßige Art auf die Ausbildung seiner Untergebenen, ist moralisch untadelhaft und eignet sich ganz zu einem tüchtigen Regimentskommandeur.“

### Familie
Brünneck heiratete am 20. August 1817 in Paderborn die Freiin Friederike Henriette Luise Charlotte von Haxthausen (* 1797; † 24. September 1821). Aus der Ehe ging die Tochter Wilhelmine Amalie Anna (* 21. Mai 1818; † 22. April 1840) hervor.
Nach dem Tod seiner ersten Frau heiratete er am 18. Juli 1825 in Hermsdorf (Kreis Görlitz) Adelheid Luise Sophie von Haugwitz (* 18. Juli 1801; † 12. März 1839). Das Paar hatte zwei Söhne:
- Wilhelm Agnus Albrecht (* 12. April 1827; † 2. April 1884), Sekondeleutnant a. D., zuletzt im 2. Kürassier-Regiment
- Otto Ernst Hermann (* 22. Oktober 1835; † 1906), Oberst a. D.